# Naissance en 1245
Naissance
- 1241
- 1242
- 1243
- 1244
- 1245
- 1246
- 1247
- 1248
- 1249

Cette page dresse une liste de personnalités nées au cours de l'année 1245 :
- 16 janvier : Edmond de Lancastre, dit Crouchback (après les Croisades), prince anglais, comte de Lancastre et de Leicester.
- 1er mai : Philippe III, futur roi de France.

- Pierre d'Aspelt, évêque de Bâle, puis archevêque de Mayence, fondateur de la chartreuse de l'Archange-Michel, près de Mayence.
- Cunégonde de Slavonie, princesse de Tchernigov, fut régente de Bohême.
- Lamba Doria, amiral génois qui s'illustre dans la guerre opposant Gênes à Venise.
- Fujiwara no Kishi, impératrice consort du Japon.
- Fujiwara no Saneko, impératrice consort du Japon.
- Henri Ier de Mecklembourg-Werle-Güstrow, prince de Meclmebourg-Güstrow.
- Huang Daopo, figure semi-légendaire chinoise de la dynastie Yuan qui aurait grandement contribué au développement des techniques de tissage et de filature, établissant ainsi les premières fondations de l'industrie textile chinoise et même de tout l'Extrême-Orient.
- Kikuchi Takefusa, samouraï ayant participé à la première invasion mongole.
- Roger de Lauria, Ruggero di Lauria ou Roger de Llúria ou encore Roger de Lloria, dit le Grand Capitaine, amiral italien.
- Li Kan, peintre chinois.

date incertaine (vers 1245)
- Arnolfo di Cambio, ou Arnolfo di Lapo,  architecte, sculpteur et peut-être peintre.
- Raoul II de Clermont-Nesle,  croisé, chambellan de France, connétable de France.

## Crédit d'auteurs
- Cet article est partiellement ou en totalité issu de l'article intitulé « 1245 » (voir la liste des auteurs).